# ذاكرة الرحيل (رواية)
ذاكرة الرحيل هي رواية لعبد الرزاق قرنح، نشرت لأول مرة في عام 1987 من قبل جوناثان كيب في المملكة المتحدة. وهي رواية قرنح الأولى. تدور أحداث الرواة حول رجل مسلم في بلد أفريقي لم يذكر اسمه، غادر هذه الأمة للعيش في كينيا.
في مراجعة لصحيفة نيويورك تايمز، أشاد ريتشارد نيكولز بالرواية ووصفها بأنها «شرسة» و«حية». أشارت مراجعات كيركس إلى الرواية على أنها «متقنة» وإلى توقع أن «المزيد من الأشياء الجيدة» ستكتب بواسطة قرنح.
وصدرت الترجمة العربية للرواية عن دار أثر للنشر عام 2022م بترجمة عبير عبد الواحد. 

## المؤلف
عبد الرزاق قرنح (من مواليد 20 ديسمبر 1948 زنجبار) هو روائي أكاديمي تنزاني ذو أصول يمنية يحمل الجنسية البريطانية ويشغل منصب أستاذ في الأدب ما بعد الاستعمار بجامعة كنت في المملكة المتحدة. غادر زنجبار عام 1968 هربًا من الثورة هناك وأخذ الكتابة وسيلة للتعبير عن تجربة المنفى بطلب بأن تترجم مأساة اللاجئين. حصل على الدكتوراه عام 1982 في جامعة كنت.
أحرز جائزة نوبل في الأدب عام 2021 تقديراً لـ"نظره الثاقب المتعاطف غير المساوم تجاه آثار الاستعمار وقدر اللاجئين العالقين بين الثقافات والقارات". أعماله تُرجمت إلى العربية أبرزها روايتيه : ذاكرة الرحيل وما بعد الموت وقد عرفت تغطية عربية واسعة بعد حصوله على نوبل.

## الشخصيات الرئيسية
- حسّان عمر : فتى في الخامسة عشرة حين تبدأ القصة يتميز بحساسية مفرطة. يعيش وضعية كوابيس نفسية بين الفقر والعنف المنزلي والحاجة إلى الهجرة لتحرير نفسه من إكراهات واقعه.
- الأب : مدمن ومتسلط أخلاقيًا يضرب الأسرة ويمنع التطور ما ينعكس عليهم نفسيًا ويرسخ رغبة الهروب عند حسّان.
- الخال : طاغية اقتصاديًا في نيروبي ومتسلط في بيته يعزز سقف التوقعات إلى أن يظهر ضعفه في النهاية بعد فضيحته الزوجية وانتحار زوجته.
- ابنة الخال (سلمى) : تمثل طموح حسّان العاطفي تأتي كرمز لطموحه المستحيل ومستقبل الحب غير المنشود قد يكون مفتاحًا لنهاية مؤلمة.

هذه الشخصيات تعكس نمطًا سرديًا لقرنح : المسافة بين الأب والجذر الفرار من الظلم والبحث عن كينونة ذاتية وسط التشظي.

## الحبكة وسياق الرواية

### البيئة والتوقيت
يبدأ النص في بلدة ساحلية ما بعد الاستقلال حيث يغيب النظام وتشتد العصبيات العرقية بعد ثورة زنجبار. طُرد العرب والتجّار الهنود في العنف السياسي والفوضى ما بعد الكولونيالية ما يجبر حسّان على البحث عن متنفس بعيدًا عن سياسة الدم.

### رحلة الهروب والتحول
يلجأ حسّان إلى خاله عله يجد مستقبلاً أكاديميًا لكنه يصطدم بتنمره على عائلة وطموع الخال والمؤامرات العاطفية الأمر الذي يسقطه من هيبة الأمل إلى صدمة أكبر حين يرفضه الخال ويطرده.

### الرحيل النهائي
يجد نفسه يعمل مساعدًا طبيًا على سفينة يبحر نحو لا مكان مجسدًا هروبه من معاناته مع ارتداء ثوب المنفى بطريقة رمزية ويوميّة وهو ما يجعل نقطته النهاية مأساة مقفلة.

## الأفكار والمغزى

### بحث عن الهوية
حسّان يرمز للصبي العربي-الإفريقي الذي يكسر أقنعة الجذور القمعية والهويات المتصارعة ليسترجع جزءًا من نفسه خارج الخلفيات العائلية والنزعات الاستعمارية.

### الانتقال بين ثقافات وثنائيات
يعيش حسّان فصوله داخل بيئة مستعمِرة ثم كولونيالية جديدة متنقلًا بين لغة السواحيلية والإنجليزية والهوامش الثقافية العربية ليحمل تعاطفًا مع العثور على كينونة وسط التداخلات الثقافية.

### أثر الاستعمار والنخب داخلیة
تُظهر الرواية كيف أن البرجوازية المحلية (العائلة المستقلة مالياً) بمشاركةٍ ضمنية في إرث التجارة والاستعباد ترغم ضحاياها على منوالٍ لا يختلف كثيرًا عن سلطات الغرب.

### الولادة الروحية عبر الرحيل
ينتقل نص الرواية من قصة فردية إلى طقس نفسي صوفي رحيل حسّان يصبح ولادة جديدة ونقاهة مركبة وكابوس دائم على أن العنف يولد من رحم الانفلات السياسي والاجتماعي.

## أسلوب السرد واللغة

### نثر مقتصد وحيوي
وصف روحاني صور شعرية مغمورة داخل سرد داخلي متزن متناغم بين الواقع والوجدان.

### مزيج لغوي
تضمين كلمات سواحيلية وعربية ضمن النص الإنجليزي يضفي واقعية على المشهد ويؤكد الهوية المكتوبة باللسان.

### بُنية تراجيدية صامتة
التسلسل السردي متقن يدور حول صعود ومأساة مع هدوء خارجي وصخب داخلي.

### رمزية قوية
البحر والسفر يصبحان رموزًا للاستزادة بالحرية والولادة من جديد بعد "ذاكرة الرحيل".

## النقد والاستقبال

### إيجابيات

#### سرد واقعي عاطفي
البروفاني والرمزي في لحظة واحدة يعكس عبقرية قرنح في تجسيد الصراع النفسي والجغرافي.

#### نموذج الأسفار الفردية
فكرة الرحيل كشكل من أشكال التحرر أو الانتقام نابع من تجربة إفريقية فريدة.

#### استمرارية في تركيز المواضيع
الرواية الأولى تنصب لبناء سرد أعمق حول العزلة والهوية والمكان في رواياته التالية.

### تحفّظات
بعض النقاد لاحظوا الحبكة قفزات درامية مفاجئة قد تبدو مألوفة أو مبتذلة لكنها توازنها القوة الروائية العامة.
اللغة مقتصدة بطبعها وقد تترك البعض يرغب بالتحليل الأعمق للأساليب الشعرية المفردة لكن هذه طبيعة السرد القصير الذكي.
غياب إطار نظري موسّع مع أن رمزية كثيفة قد يحتاج نصوص تفسيرية خارجية. لكن قرنح عادة يفضل الواقعية الموازية على التفسير النظري.